# Rohrbachgraben (Berna)
Rohrbachgraben és un municipi del cantó de Berna (Suïssa), situat al districte d'Aarwangen.

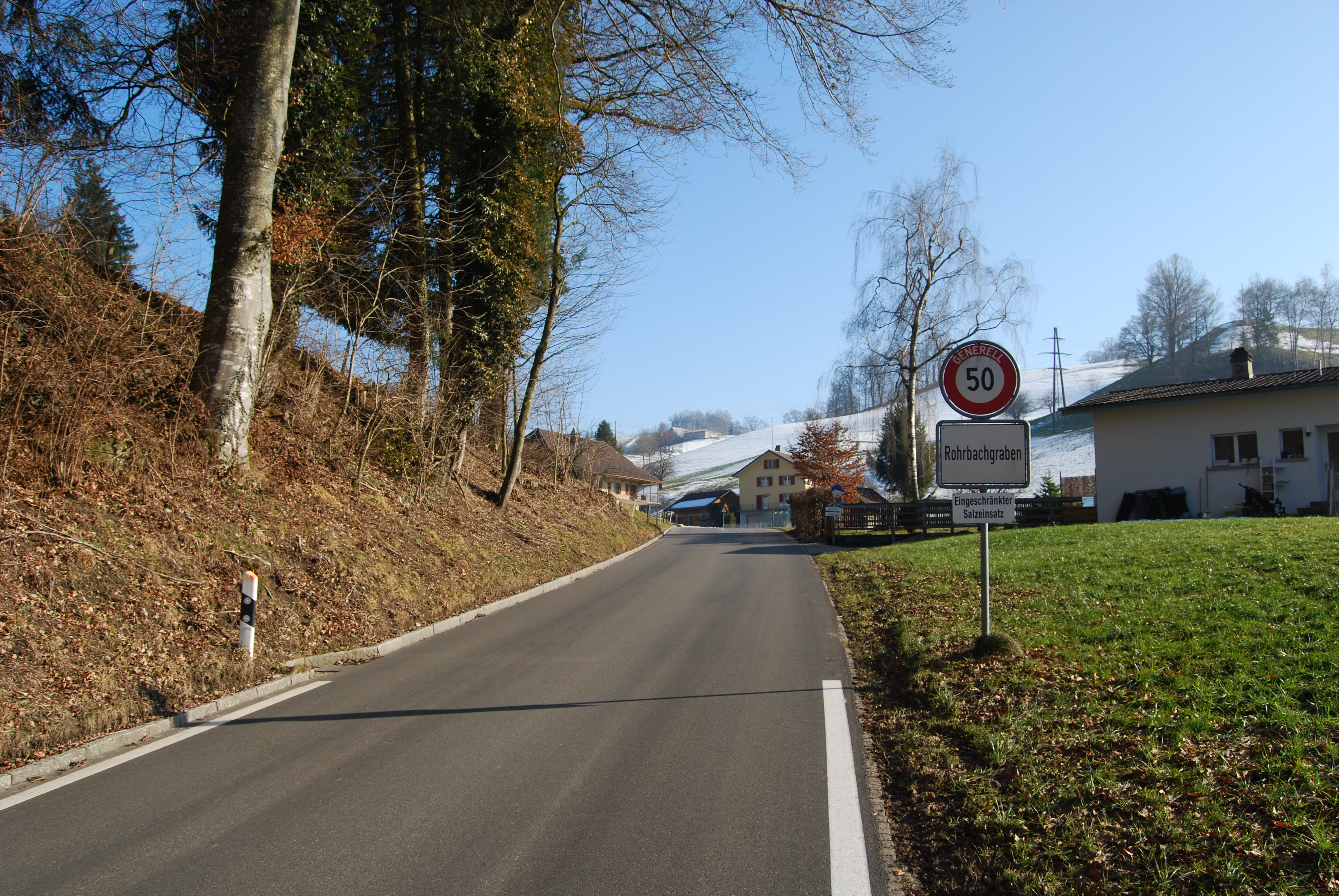
Rohrbachgraben